# Гур'їв
Гу́р'їв —  село в Золочівській громаді Богодухівського району Харківської області України. Населення становить 26 осіб.

## Географічне розташування
Село Гур'їв знаходиться у одного з витоків річки Братениця, нижче за течією примикає до села Братениця. Селом тече Балка Братениця.

## Історія
12 червня 2020 року, розпорядженням Кабінету Міністрів України № 725-р «Про визначення адміністративних центрів та затвердження територій територіальних громад Харківської області», увійшло до складу Золочівської селищної громади.
19 липня 2020 року, в результаті адміністративно-територіальної реформи та ліквідації Золочівського району, село увійшло до складу Богодухівського району.